# Condado de Middlesex (Jamaica)
El condado de Middlesex (en inglés: Middlesex County) es el condado central de los tres condados en los que se divide Jamaica.

## Demografía
Abarca una extensión de territorio de 5.041,9 kilómetros cuadrados de superficie y, según las cifras del censo del año 2001, tiene una población de 1.183.361 habitantes, por lo que se trata del condado más extenso y más poblado (aproximadamente el 45% de la superficie y de la población de la isla). Su densidad poblacional presenta es de doscientas treinta y cinco personas por kilómetro cuadrado.
En este condado se encuentra Spanish Town, la primera capital de la isla.

## Toponimia
Middlesex toma su nombre del condado inglés homónimo. Presumiblemente, fue elegido por su posición central, en medio de la isla.

## Parroquias
| Condado de Middlesex         |                |                      |                 |
| Parroquia                    | Superficie km² | Población Censo 2001 | Ciudad Capital  |
| Parroquia de Clarendon       | 1,196.3        | 237,024              | May Pen         |
| Parroquia de Mánchester      | 830.1          | 185,801              | Mandeville      |
| Parroquia de Saint Ann       | 1,212.6        | 166,762              | Saint Ann's Bay |
| Parroquia de Saint Catherine | 1,192.4        | 482,308              | Spanish Town    |
| Parroquia de Saint Mary      | 610.5          | 111,466              | Port Maria      |

- Datos: Q174765